# 메트로폴리탄 오페라 극장

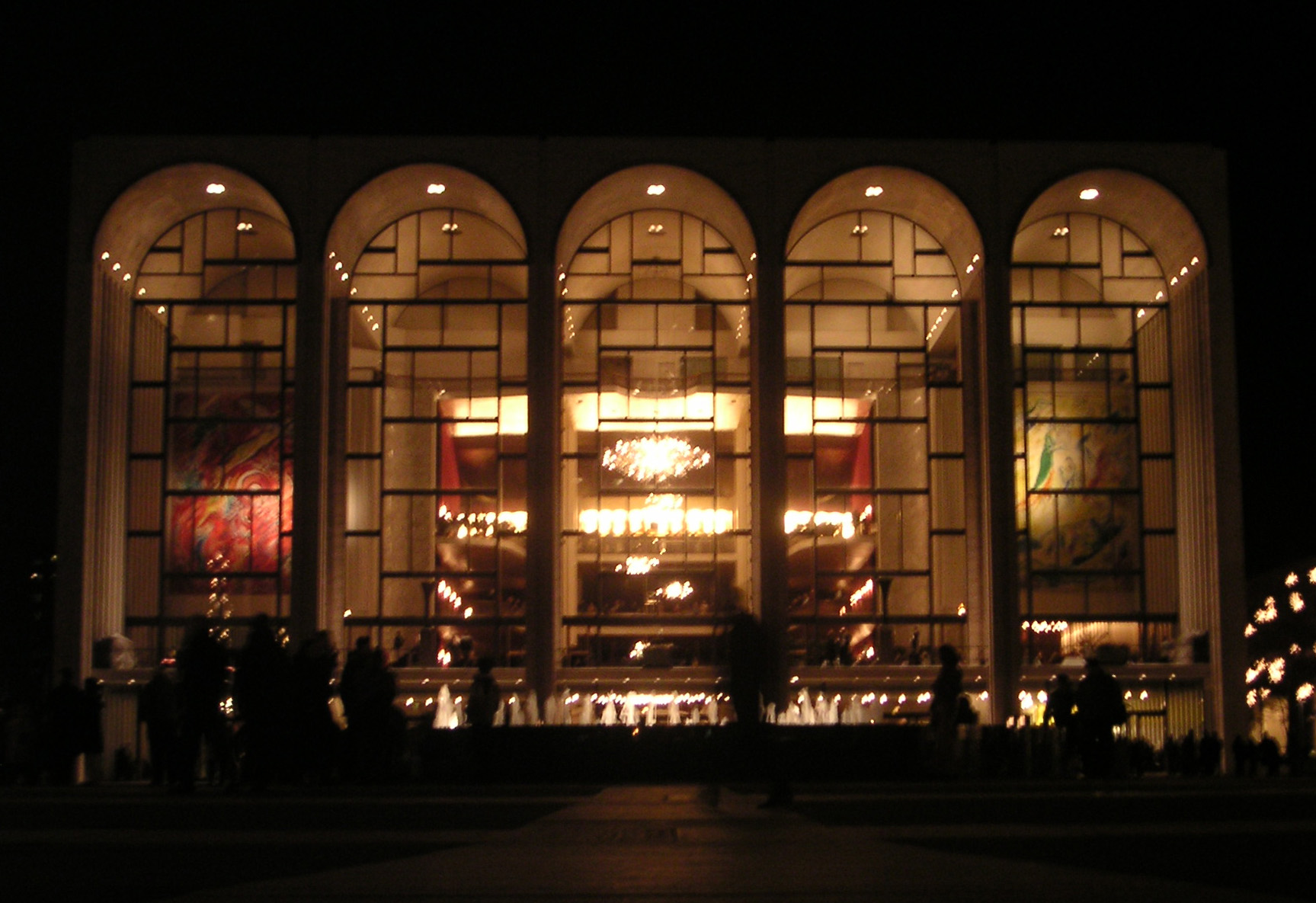
링컨 공연 예술 센터내에 위치한 메트로폴리탄 오페라 하우스. 링컨 센터 플라자에서 바라본 모습

메트로폴리탄 오페라 극장(영어: Metropolitan Opera House)은 미국 뉴욕주 뉴욕 맨해튼에 위치한 오페라 극장이다. 메트로폴리탄 오페라의 주극장이다.